# Super Ski II
Super Ski II is een computerspel dat werd ontwikkeld en uitgegeven door Microïds. Het spel kwam in 1992 uit voor de Commodore Amiga, Atari ST, DOS. Het perspectief van het spel wordt getoond in de derde persoon.

## Platforms
| Platform | Jaar |
| -------- | ---- |
| Amiga    | 1992 |
| Atari ST | 1992 |
| DOS      | 1992 |

## Ontvangst
| Beoordeeld door | Platform | Datum      | Score |
| --------------- | -------- | ---------- | ----- |
| ST Format       | Atari ST | juli 1992  | 68%   |
| Amiga Joker     | Amiga    | april 1992 | 67%   |
| Power Play      | Amiga    | mei 1992   | 33%   |